# William A. Donohue
Pour les articles homonymes, voir Donohue.
 (janvier 2015).
Si vous disposez d'ouvrages ou d'articles de référence ou si vous connaissez des sites web de qualité traitant du thème abordé ici, merci de compléter l'article en donnant les références utiles à sa vérifiabilité et en les liant à la section « Notes et références ».
William A. Donohue (né le 18 juillet 1947) est un sociologue et un professeur américain, président de la Ligue catholique. 

## Biographie
Né à Manhattan, il commença sa carrière dans l'enseignement dans les années 1970 dans le Spanish Harlem. Il enseigna par la suite au collège La Roche à McCandless en Pennsylvanie. En 1980, il a obtenu un doctorat en sociologie à l'université de New York. Il a acquis sa notoriété en écrivant sur les actions menées par l'ACLU. [réf. souhaitée]

## Publications
- The Politics of the American Civil Liberties Union (Transaction Publishers, 1985),  (ISBN 978-0-887-38021-1)
- The New Freedom: Individualism and Collectivism in the Social Lives of Americans (Transaction Publishers, 1991)
- Secular Sabotage: How Liberals Are Destroying Religion and Culture in America (NY: FaithWords, 2009),  (ISBN 978-0-446-54721-5)
- Why Catholicism Matters: How Catholic Virtues Can Reshape Society in the Twenty-First Century (2012)